# Euaresta festiva
Euaresta festiva es una especie de insecto del género Euaresta de la familia Tephritidae del orden Diptera.

## Historia
Friedrich Hermann Loew la describió científicamente por primera vez en el año 1862.